# الدار العربية للموسوعات
الدار العربية للموسوعات هي دار نشر لبنانية، تأسست في عام 1984، أسسها خالد العاني، مهتمة بكتب المذكرات والتاريخ، وايضأ تختص إصداراتها بتاريخ شبه الجزيرة العربية، ومنطقة الخليج العربي عموماً، العراق، القبائل، العشائر والأنساب وكتب الرحّالة العرب والأجانب.